# (37919) 1998 FO104
1998 FO104 (asteroide 37919) é um asteroide da cintura principal. Possui uma excentricidade de 0.18019300 e uma inclinação de 11.88304º.
Este asteroide foi descoberto no dia 31 de março de 1998 por LINEAR em Socorro.